# Museu del Ferrocarril de Sigmundsherberg
L'Eisenbahnmuseum Sigmundsherberg és un museu del ferrocarril a Waldviertel. Es troba a Sigmundsherberg a prop de l’estació de tren i és un dels museus de la Baixa Àustria.

## Fons
Els fons del museu inclouen una col·lecció d'equipaments ferroviaris que es remunta a l'època de la monarquia, incloent-hi uniformes i llums de senyalització. També s'exposa el mobiliari d'una sala d'espera històrica. També hi ha una àmplia flota de vehicles. El museu també inclou una caldera que existeix des de 1880.

## Història
La primera part del museu del ferrocarril de Sigmundsherberg es va inaugurar el 1987 per celebrar els "150 anys de ferrocarrils a Àustria". Només dos anys més tard, les sales d'exposició es van presentar al públic després de la seva finalització. El dia 25 d'abril de 1994 es va fundar l'associació "Waldviertler Eisenbahnmuseum Sigmundsherberg". Amb el temps, l'espai al museu ja no era suficient, per la qual cosa es va decidir ampliar el museu. La planificació es va iniciar el 2003 i es va acabar el 2010.

## Flota

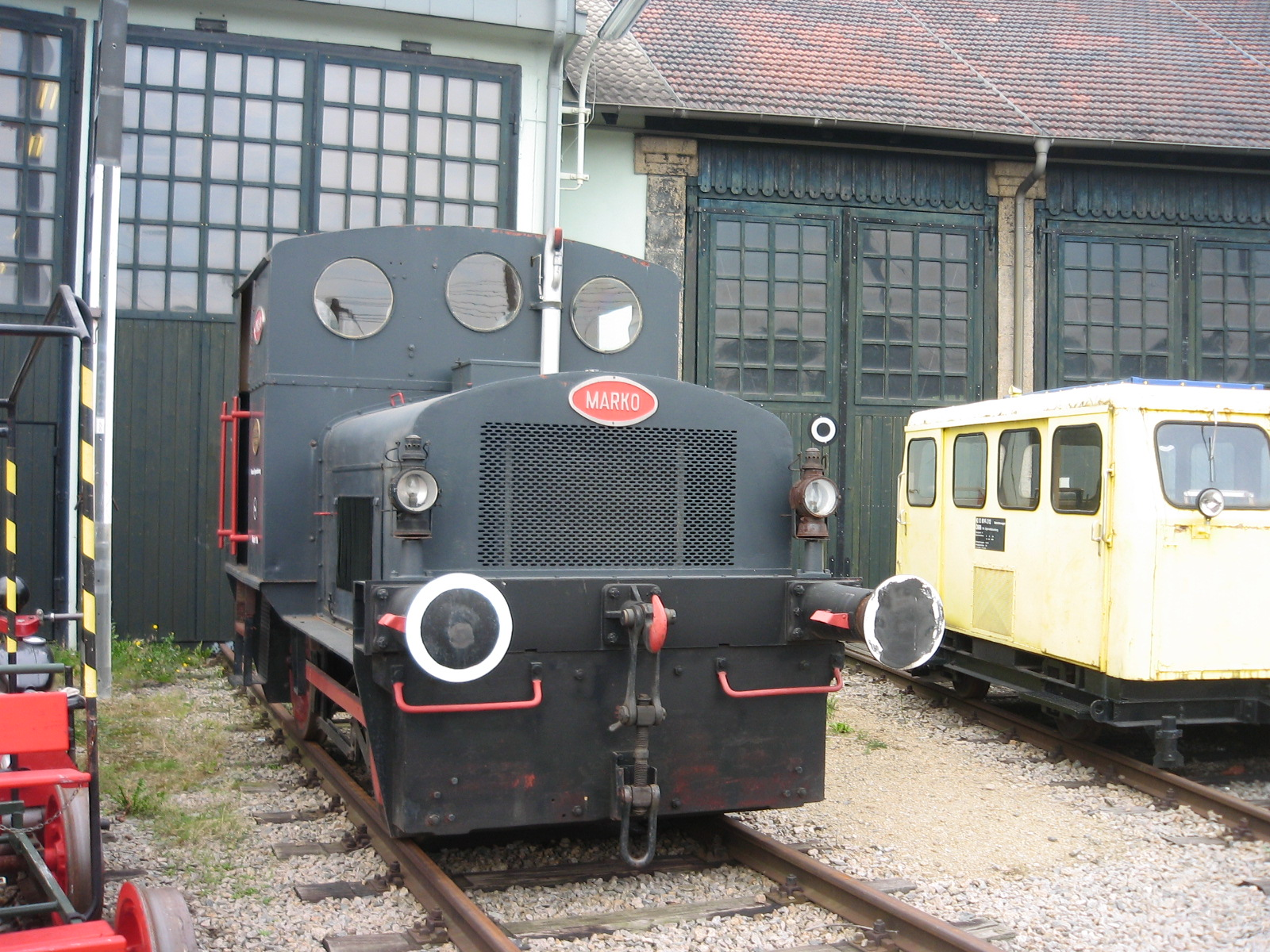
Locomotora Marko
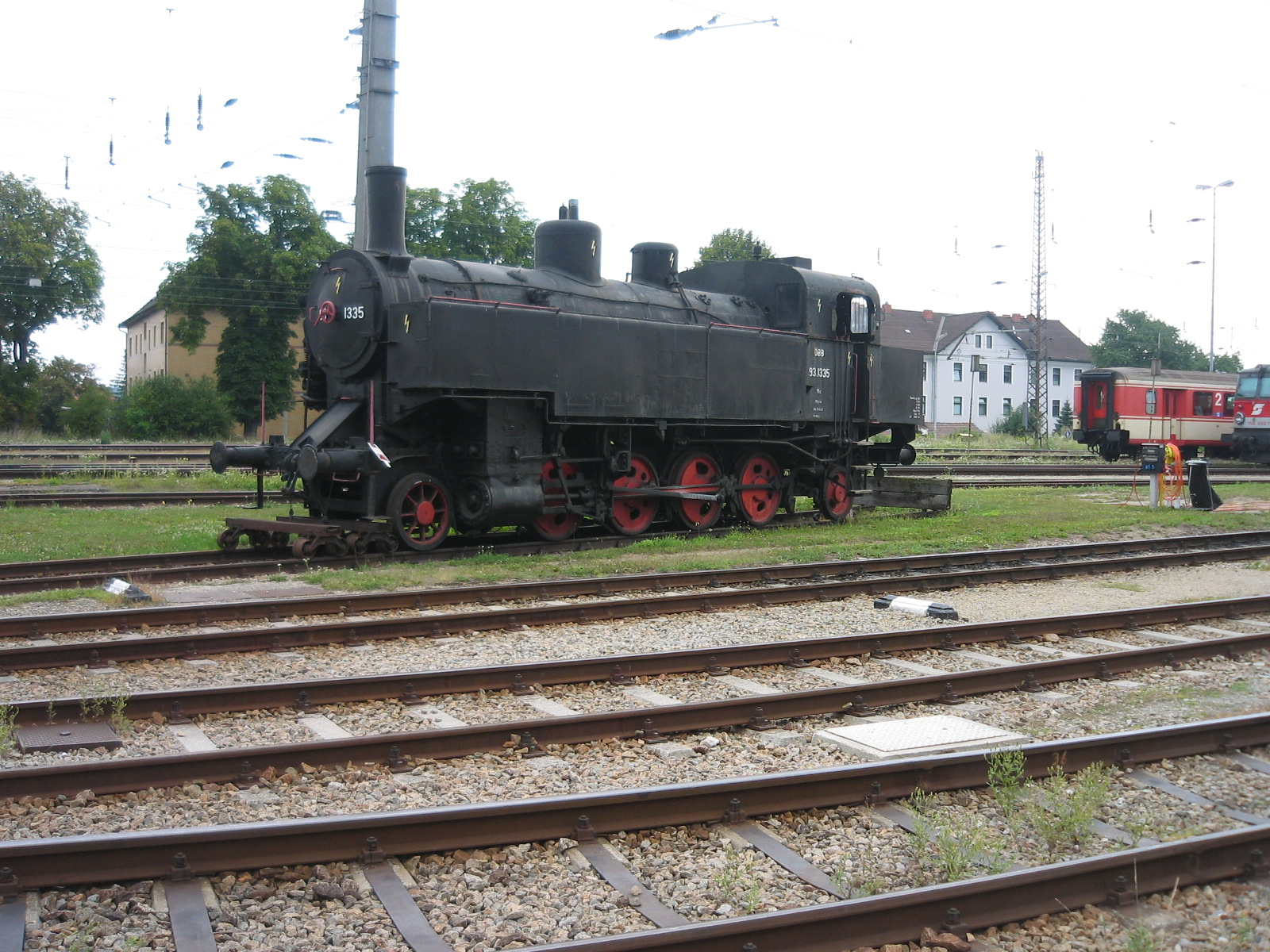
Locomotora de vapor 93 1335
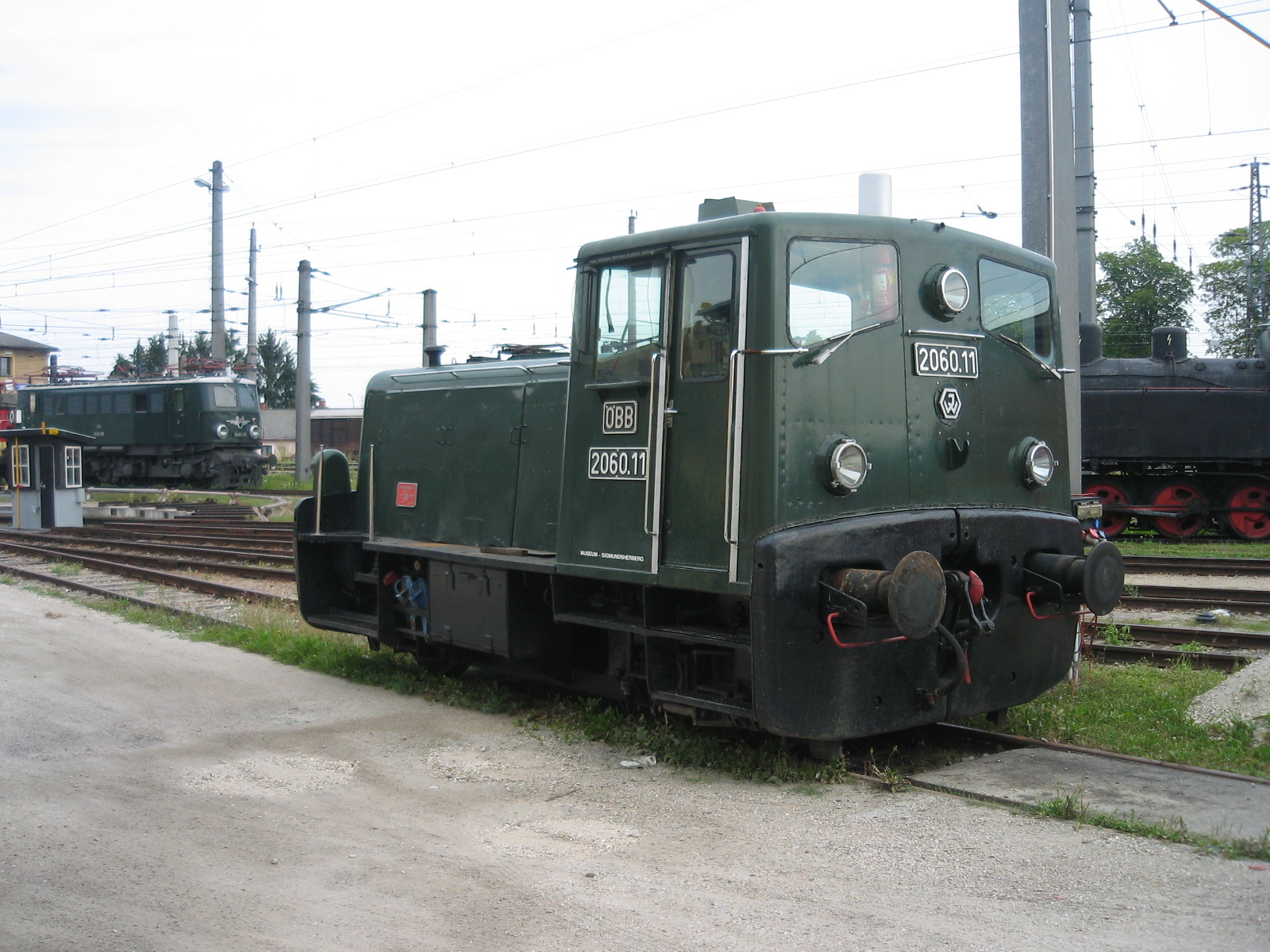
Locomotora de maniobra sèrie ÖBB 2060.11
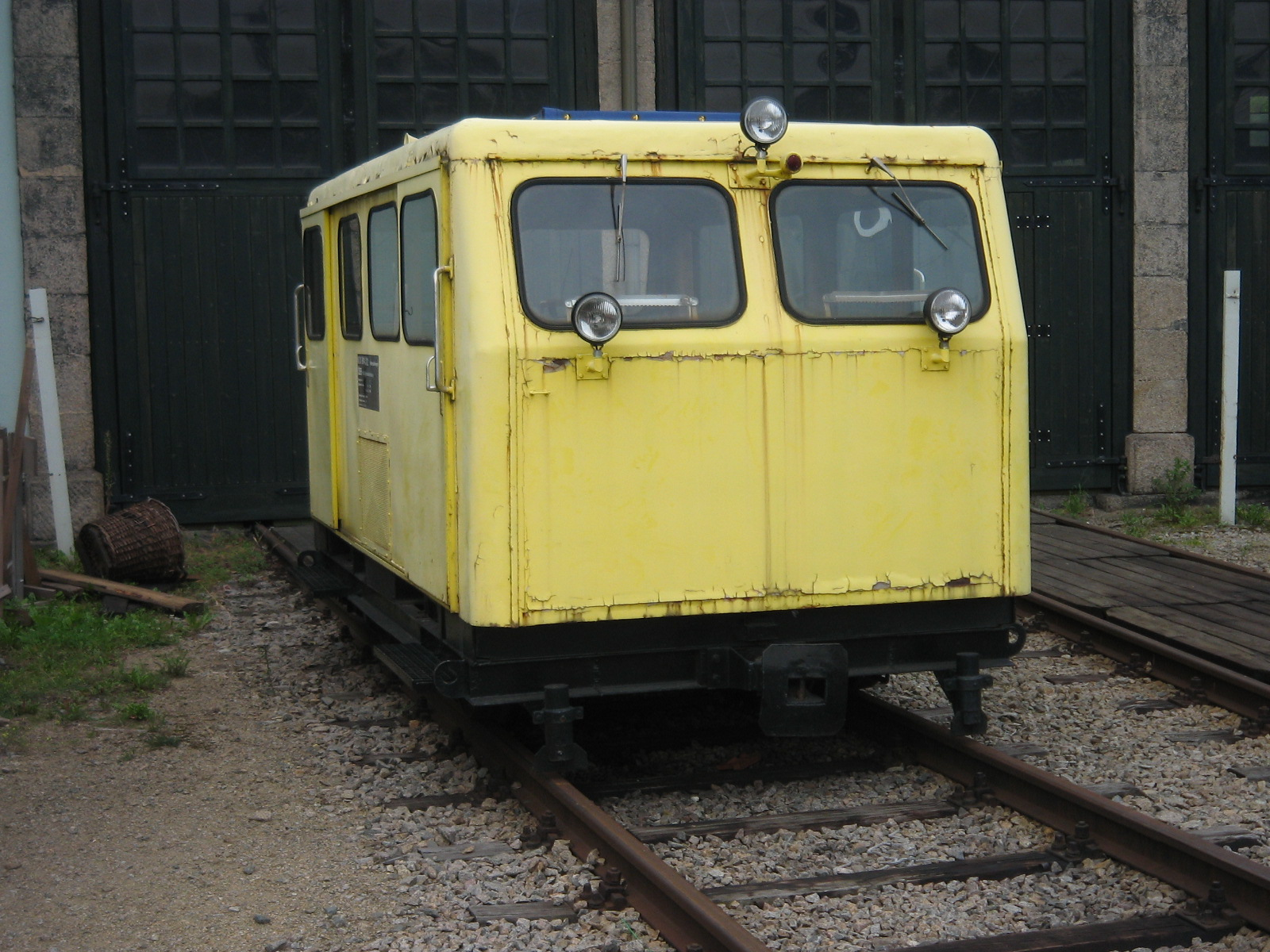
Eisenbahn-Draisine
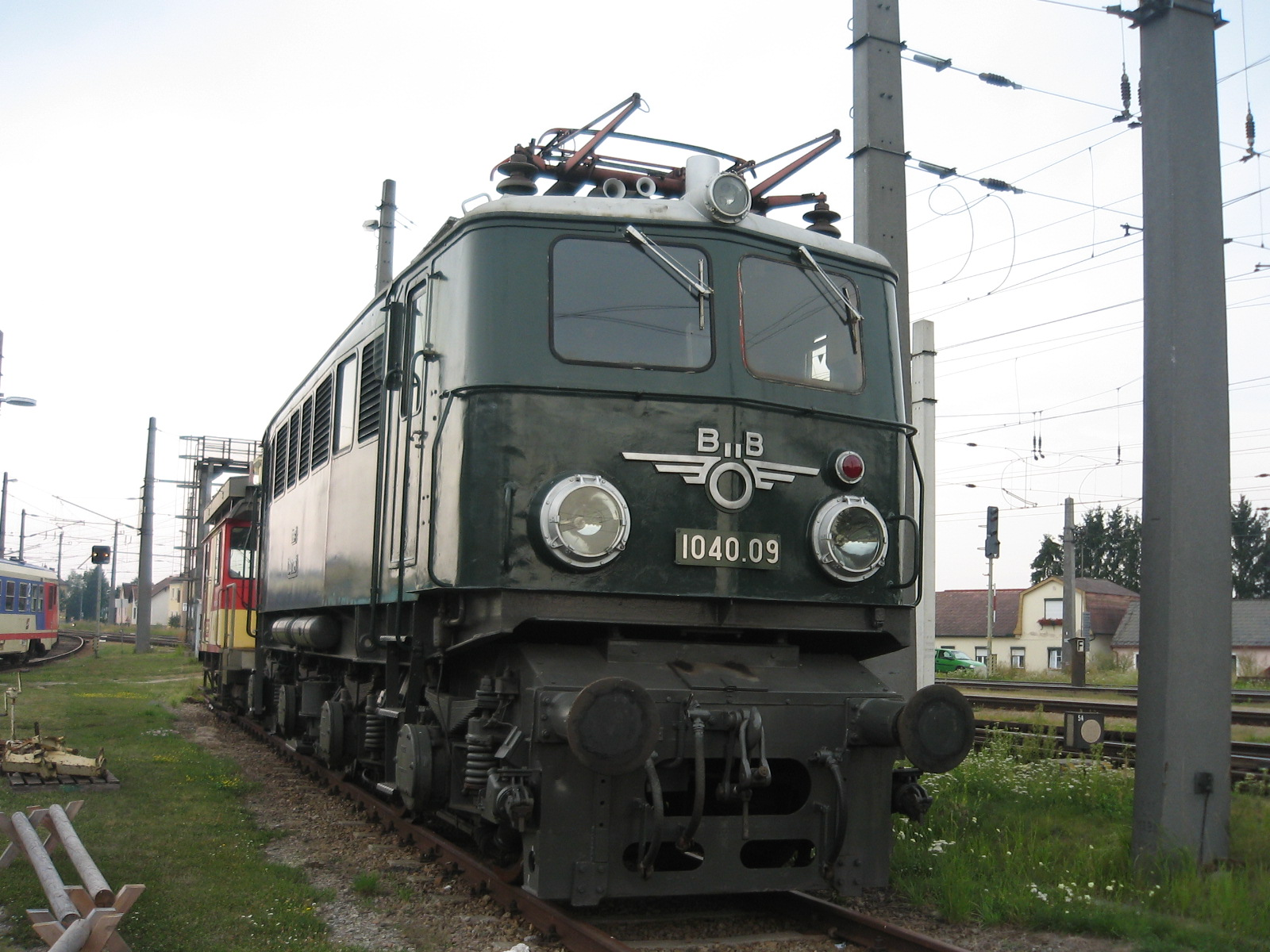
Locomotora ÖBB 1040.09
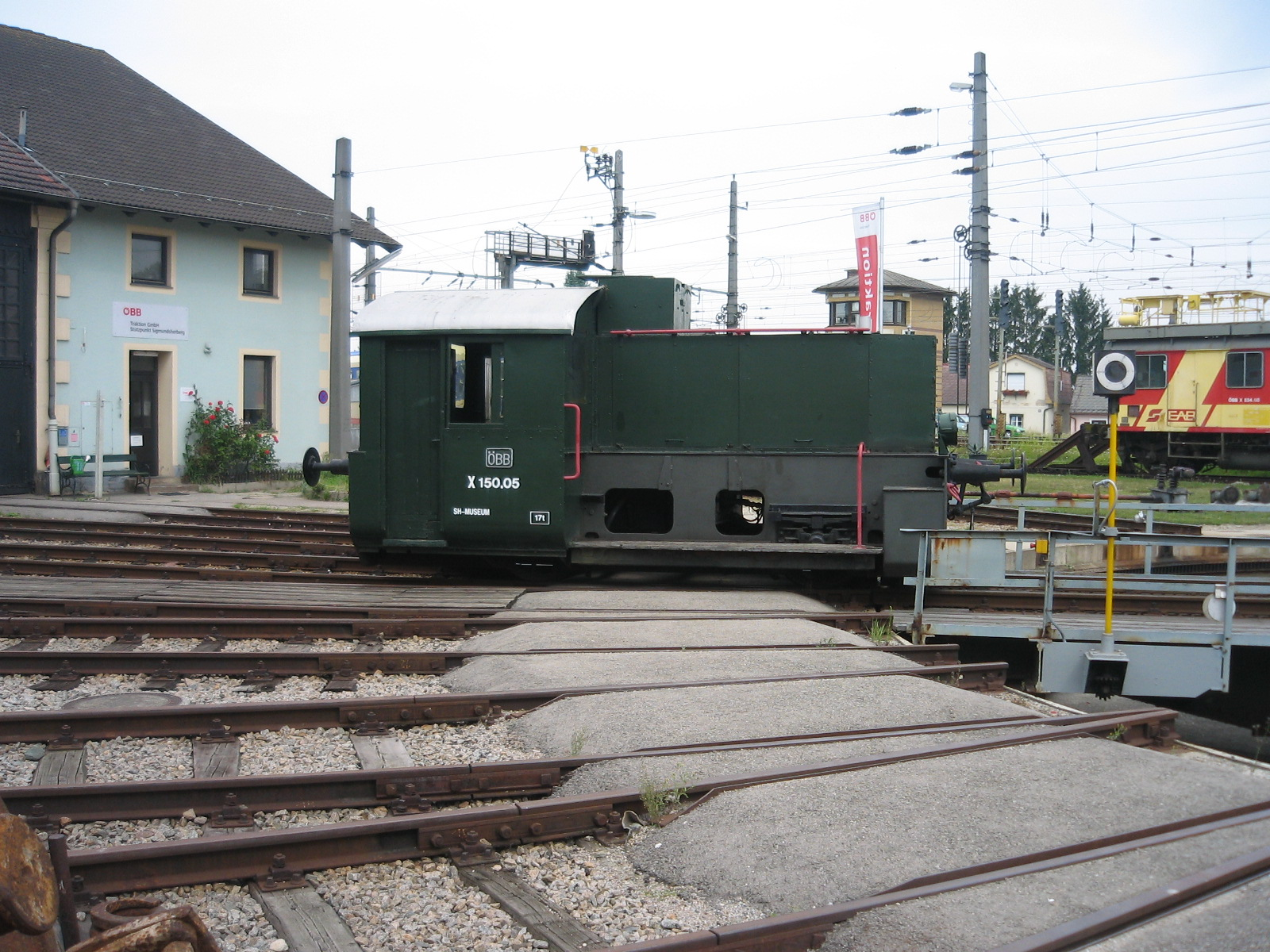
ÖBB X 150,05